# Alternansucrasi
In enzimologia, un'alternansucrasi (EC 2.4.1.140) è un enzima che catalizza una reazione chimica che trasferisce un residuo di alfa-D-glucosile dal saccarosio ad un alfa-D-glucano. In particolare, tale trasferimento si manifesta in maniera alternate alle posizioni 6 e 3 del residuo terminale non riducente. Il prodotto è, pertanto, un glucano con alternanza di legami alfa-1,6- e alfa-1,3-glicosilico, da cui è nato il prefisso "alternan" nel nome.
Questo enzima appartiene alla famiglia delle glicosiltransferasi, in particolare esso è un esosiltransferasi. Il nome sistematico di questa classe di enzimi è saccarosio: 1,6(1,3)-alfa-D-glucan-6(3)-alfa-D-glucosiltransferasi . Altri nomi di uso comune includono saccarosio-1,6(3)-alfa-glucan-6(3)-alfa-glucosiltransferasi, saccarosio: 1,6-, 1,3-alfa-D-glucan-3-alfa- e 6-alfa-D-glucosiltransferasi.